# Stara pesem (opera)
Stara pesem je opera v enem dejanju (treh slikah) Viktorja Parme. Libreto je napisal Guido Menasci, bolj znan kot solibretist Mascagnijeve Cavallerie rusticane. To je že tretja opera skladatelja Viktorja Parme in tudi on se je zavedal, da k uspehu glasbeno-gledališkega dela svoj del prispeva besedilo. Ker doma dobrih opernih libretov ni bilo, se je za »pomoč« obrnil na takrat znanega italijanskega libretista in kot zapiše Jože Sivec je za drag denar dobil izredno slab libreto, Igor Grdina pa Menascijev libreto imenuje kar skrpucalo. Kakorkoli že, Parma ga je uglasbil. Stara pesem ali v italijanskem izvirniku L’antica Canzoncina je dramatična romanca ter se navezuje na trokitično pesem nemškega romantika Heinricha Heineja Neuer Fruhling. V vsaki operni sliki pesnik interpretira eno kitico Heinejeve pesmi, ki postane osnova zgodbe. Tako je v prvih dveh slikah interpretacija na samem začetku, v zadnji pa na koncu. Parma, ki je bil tisti čas v ustvarjalnem zagonu in če je želel v njem tudi ostati, je bil prisiljen kupiti to besedilo, saj boljšega ni bilo in tako računati pri morebitnem uspehu predvsem na libretistovo ime. Uspeha mu slednje ni prineslo in zato kritiki to Parmovo opero štejejo kot njegovo najslabšo.
Skladatelj je komponiral glasbo na italijansko besedilo, kar mu kot rojenemu Tržačanu ni delalo posebnih preglavic, vendar če je hotel delo predstaviti v Ljubljani, ga je moral prevesti. Zato je Menascijev libreto poslovenil takrat še neznani in mladi Ivan Cankar. Cankarjev prevod opere je dolgo veljal za izgubljenega. Leta 1998 ga je v NUK odkril Mitja Spreizer. A kljub prevodu je opera svoj krst najprej doživela spomladi leta 1898 v Zagrebu, kjer je izvedba potekala v izvirniku - tj. v italijanščini, prva postavitev v Ljubljani pa je bila 13. oktobra istega leta.

## Osebe
- pesnik/trubadur - tenor
- Kralj - bariton
- Kraljica - sopran
- Paž - mezzosopran
- vojaki, vitezi, paži, dame

## Vsebina
Predigra uvaja prvo sliko, kjer se prvi na prizorišču pojavi pesnik s knjigo v roki in pove prvo kitico, ki govori o starem kralju in njegovi mladi ženi. Dogajanje je postavljeno na grajski dvor, levo je kapela, desno pa kraljeve sobane. Zbrani so že vitezi in dame, ki pričakujejo sprevod obeh vladarjev. Zboru »Oj, to so časi krasni« sledi svatbena povorka in v imenu zbranih ju pozdravi paž. Prizorišče se zatem počasi sprazni, zahajajoče sonce obsije kraljevsko palačo s purpurno svetlobo. Kralj izreče ženi ljubezen, vendar se ga ona boji, celo poklekne predenj. Po dvospevu »Od te besede presladke« jo dvigne in pritisne na svoje prsi. Medigra končuje in hkrati uvaja novo sliko. Pesnik nam v drugi kitici razkrije, da je mlad in lep paž vsak dan kraljici vesel nosil krila. Dogajanje je postavljeno v grajsko sobano, zunaj je videti mesečino. Kralj z desne prihiti s celotnim spremstvom in ženi pove, da ga poleg nje zanima tudi lov in jo prosi za dovoljenje. Kraljici ne preostane drugega kot da mu zaželi sreče pri lovu. Kralj odide, ostanejo le paži in dame. Zbor pažev »Sredi krasnih rož in cvetja« govori o osamljenemu dekletu. Ko končajo s petjem tudi sami odidejo, tako da ostanejo le še dame in kraljica ter prvi paž. Veli mu, naj ji prebere kakšno povest o ljubezni, vendar paž prebere ravno tisto, ki zelo spominja na nastalo situacijo. Spričo tega so dvorne dame ogorčene in zapustijo »nemoralno« okolje. Paž nato odloži knjigo, odgrne zaveso, le-to pa spet nazaj zagrne kraljica. Oprošča se ji, ker da se je zagledal vanjo in jo prosi odpuščanja. Ona pa sname krono, ker bo tako enakovredna njemu in ga objame. Dvigne ga v naročje in ker sta oba mlada morata uživati življenje. Paž še vedno ne razume nastale situacije, zato mu dopove, da je ne razume in ga zato odvede k divanu, kjer začne božati njegove lase. V tem prizna zapeljivki, da je sanjal kako jo poljublja na lica, sama pa doda, da se mu bo sen uresničil. V tesnem objemu skupaj zapojeta. Temačna medigra uvaja tretjo sliko, ki se godi v grajski ječi, v katero vodijo ozke stopnice in po katerih stopajo kraljica in paž v spremstvu vojakov, vsem pa sledi kralj. Sledi njegova obsodba razvratne žene. Zapro ju v ječo, kjer paž kraljici pove, da je nesrečen, ker zaradi njega ni več svobodna. Ona mu odvrne, da je sreča zdaj to, da sta lahko skupaj v ječi ko čakata na smrt, v nebesih pa jima bo Bog odpustil vročo in pregrešno ljubezen. Zatem sede na klop, paž poklekne pred njo, spusti glavo na njene noge in kraljica mu prične božati lase. Izza scene se oglasi še pesnikov glas, ki z zadnjo kitico Heinejeve pesmi zaključi dejanje:
Poznaš jo li to starodavno pesem,
iz nje otožnost in sladkost odmeva?
Poznaš li jo, poznaš li jo?
To starodavno pesem.

## Odmevi po premieri
Kritika je nekaj dni po premieri opero ocenila negativno in zato je Fran Zbašnik v Ljubljanskem zvonu v bran Parmi in kot odgovor na kup podobnih negativnih očitkov zapisal tudi naslednjo resnico: »Vemo, s kako nezaunostjo se sprejme pri nas vsako izvirno delo, in kako zadostuje ena sama grajalna opazka, da vse plane po umetniku in obsodi in zavrže njegovo delo. Bodimo veseli, da imamo Parmo, a oni drugi, ki čutijo v sebi sposobnost za uglasbovanje, naj ne sodijo in obsojajo Parme, nego naj ž njim - tekmujejo! Le to bo našemu narodu na korist.« 
Kljub vsemu so Staro pesem kasneje še nekajkrat uprizorili in to največkrat v celovečernem tandemu s Ksenijo, spričo njunih kratkih zgodb. Po mnenju Frana Govekarja Stara pesem vse do leta 1932 ni bila nikoli zadovoljivo postavljena, ker so šepali tako solisti kakor tudi scena ter kostumi. Nekoliko so to popravili v vojni sezoni 1944/1945, ko so jo dajali skupaj z baletom Šeherezada Nikolaja Rimskega Korsakova. Zadnja uprizoritev je bila leta 2002 v Ljubljanski operi.